# 255598 Paullauterbur
255598 Paullauterbur este o planetă minoră (asteroid) din centura de asteroizi. A fost descoperită pe 13 august 2006 la Borbona de Vincenzo Silvano Casulli⁠(d). 
Obiectul prezintă o orbită caracterizată de o semiaxă mare de 2,3683094405738 UAi, o excentricitate de 0,2, o înclinație de 7,4 ° în raport cu ecliptica.